# Helopsaltes
Helopsaltes és un gènere d'ocells de la família dels locustèl·lids (Locustellidae).

## Taxonomia
Segons la Classificació del Congrés Ornitològic Internacional (versió 13.2, 2023) aquest gènere està format per 6 espècies:
- Helopsaltes fasciolatus - boscaler de Gray.
- Helopsaltes amnicola - boscaler de Sakhalín.
- Helopsaltes pryeri - boscaler d'aiguamoll.
- Helopsaltes certhiola - boscaler de Pallas.
- Helopsaltes ochotensis - boscaler de Middendorff.
- Helopsaltes pleskei - boscaler de Pleske.

Tanmateix, altres obres com el Handook of the Birds of the World i la quarta versió de la BirdLife International Checklist of the birds of the world (Desembre 2019), no reconèixen el gènere Helopsaltes , car consideren que les seves 6 espècies pertanyen al gènere Locustella.